# Тюменево (Кемеровская область)
Тюме́нево — деревня в Мариинском районе Кемеровской области. Входит в состав Красноорловского сельского поселения.

## География
Центральная часть населённого пункта расположена на высоте 181 метра над уровнем моря.

## Население
По данным Всероссийской переписи населения 2010 года, в деревне Тюменево проживает 420 человек (195 мужчин, 225 женщин).
Как сообщает «Новая газета», в связи с мобилизацией в России в деревне мобилизовали всех мужчин призывного возраста.